# Landkreis Mecklenburgische Seenplatte
Der Landkreis Mecklenburgische Seenplatte ist ein Landkreis im Land Mecklenburg-Vorpommern. Flächenmäßig ist er mit Abstand der größte Landkreis Deutschlands und gut doppelt so groß wie das Saarland. Seine Kreisstadt Neubrandenburg ist zugleich auch Oberzentrum. Teile der Verwaltung befinden sich als Außenstellen in den Mittelzentren Demmin, Neustrelitz und Waren (Müritz). Namensgeberin ist die Landschaft der Mecklenburgischen Seenplatte.
Das Gebiet des Landkreises ist identisch mit dem des Regionalen Planungsverbandes Mecklenburgische Seenplatte, der als einer von vier Teilräumen für die regionale Landesplanung und die Entwicklungsprogramme in Mecklenburg-Vorpommern fungiert.
Der Landkreis ist Mitglied in der grenzübergreifenden Euroregion Pomerania, weil im neuen Großkreis auch Teile der ehemaligen Provinz Pommern liegen.

## Geografie
Der Landkreis Mecklenburgische Seenplatte setzt sich aus dem östlichen Teil des historischen Mecklenburgs (Mecklenburg-Strelitz sowie Teile Mecklenburg-Schwerins) sowie einem kleineren Teil des historischen Vorpommerns zusammen. Der vorpommersche Teil erstreckt sich auf die Region zwischen den Orten Demmin, Kummerow (am See) und Altentreptow. Nachbarkreise sind im Westen der Landkreis Ludwigslust-Parchim und der Landkreis Rostock, im Norden der Landkreis Vorpommern-Rügen und im Osten der Landkreis Vorpommern-Greifswald. Im Süden grenzt der Landkreis an die brandenburgischen Landkreise Ostprignitz-Ruppin, Oberhavel und Uckermark. Mit einer Fläche von 5468 km² ist er aktuell der mit Abstand größte Landkreis in Deutschland. Der bis zum 3. September 2011 größte Landkreis, Uckermark, umfasst 3058 km², das kleinste Flächenland, das Saarland, hat eine Fläche von 2568 km².
Der Landkreis ist geprägt durch die Landschaften der Mecklenburgischen Schweiz mit dem Naturpark Mecklenburgische Schweiz und Kummerower See und der namensgebenden Mecklenburgischen Seenplatte mit dem Müritz-Nationalpark. Die meisten der Seen sind durch natürliche oder künstliche Kanäle miteinander verbunden. Sechs der zehn größten Seen Mecklenburg-Vorpommerns gehören zum Kreisgebiet: der größte Binnensee Deutschlands, die Müritz, Teile des Plauer Sees, der Kummerower See, Kölpinsee, Tollensesee und Malchiner See. Insgesamt beträgt die Gewässerfläche 51.906 ha (ca. 9,5 % der Kreisfläche), dazu gehören unter anderem 837 Seen mit einer Fläche von mindestens 0,01 km². Die dem Tollensesee entspringende Tollense fließt durch das Mecklenburgisch-Vorpommersche Grenztal, ein Urstromtal, das die historische Grenze zwischen Mecklenburg und Pommern bildet, und mündet bei Demmin in die Peene. Bei Ankershagen entspringt die Brandenburg und Berlin durchfließende und in Sachsen-Anhalt in die Elbe mündende Havel.
Höchste Erhebung im Landkreis sowie des gesamten Bundeslandes Mecklenburg-Vorpommern ist mit einer maximalen Höhe von 179,2 Metern über NHN der Höhenzug der Helpter Berge.

### Metropolregion Stettin
Der Landkreis wird seit 2012 aktiv durch Kooperationen innerhalb des Ballungsraumes der Metropole Stettin als Teil einer europäischen Metropolregion entwickelt. Das gemeinsame Entwicklungskonzept wurde im Juni 2015 vorgestellt.

### Städte und Gemeinden
Die größte Stadt des Landkreises und gleichzeitig drittgrößte Stadt des Landes ist die Kreisstadt Neubrandenburg, die auch als Oberzentrum fungiert. Die nächstgrößten Städte sind die kleinen Mittelstädte Waren (Müritz) sowie Neustrelitz und die Kleinstadt Demmin, die ihrerseits Mittelzentren sind.
Laut dem Regionalen Raumentwicklungsprogramm von 2011 sind zudem die folgenden vierzehn Grundzentren im Landkreis definiert: Altentreptow, Burg Stargard, Dargun, Feldberger Seenlandschaft, Friedland, Malchin, Malchow, Mirow, Penzlin, Rechlin, Stavenhagen, Röbel/Müritz, Wesenberg und Woldegk. Gut 71 Prozent der Einwohner der Landkreises lebten zum 30. Juni 2016 in diesen 18 zentralen Orten. Die Region kann zudem durch ihre zentrale Lage zwischen den Metropolregionen von Berlin, Hamburg und Kopenhagen-Malmö profitieren, ebenso durch die Regiopole Rostock und das nahe Stettin mit seinem grenzübergreifenden Ballungsraum. Der Landkreis besteht aus 146 eigenständigen Gemeinden (Stand 9. Juni 2024).
Auflistung der Städte und Gemeinden mit den Einwohnerzahlen am 31. Dezember 2024:
Amtsfreie Gemeinden
1. Dargun, Stadt (4100)
2. Demmin, Hansestadt * (9583)
3. Feldberger Seenlandschaft [Sitz: Feldberg] (4315)
4. Neubrandenburg, Große kreisangehörige Stadt (60.344)
5. Neustrelitz, Stadt * (20.191)
6. Waren (Müritz), Stadt * (20.260)

Ämter mit amtsangehörigen Gemeinden und Städten

* Sitz der Amtsverwaltung
| - 1. Amt Demmin-Land (6554) [Sitz: Demmin] 1. Beggerow (473) 2. Borrentin (734) 3. Hohenbollentin (98) 4. Hohenmocker (449) 5. Kentzlin (184) 6. Kletzin (654) 7. Lindenberg (195) 8. Meesiger (220) 9. Nossendorf (629) 10. Sarow (688) 11. Schönfeld (347) 12. Siedenbrünzow (466) 13. Sommersdorf (261) 14. Utzedel (419) 15. Verchen (384) 16. Warrenzin (353) - 2. Amt Friedland (8022) 1. Datzetal (888) 2. Friedland, Stadt * (6044) 3. Galenbeck (1090) - 3. Amt Malchin am Kummerower See (11.292) 1. Basedow (674) 2. Faulenrost (602) 3. Gielow (1056) 4. Kummerow (544) 5. Malchin, Stadt * (6767) 6. Neukalen, Stadt (1649) - 4. Amt Malchow (9763) 1. Alt Schwerin (535) 2. Fünfseen (908) 3. Göhren-Lebbin (857) 4. Malchow, Stadt * (5961) 5. Nossentiner Hütte (585) 6. Silz (296) 7. Walow (438) 8. Zislow (183) - 5. Amt Mecklenburgische Kleinseenplatte (7795) 1. Mirow, Stadt * (3711) 2. Priepert (308) 3. Wesenberg, Stadt (2992) 4. Wustrow (784) - 6. Amt Neustrelitz-Land (7282) [Sitz: Neustrelitz] 1. Blankensee (1494) 2. Blumenholz (772) 3. Carpin (793) 4. Godendorf (242) 5. Grünow (310) 6. Hohenzieritz (444) 7. Klein Vielen (676) 8. Kratzeburg (548) 9. Möllenbeck (765) 10. Userin (660) 11. Wokuhl-Dabelow (578) | - 7. Amt Neverin (8695) 1. Beseritz (120) 2. Blankenhof (707) 3. Brunn (1018) 4. Neddemin (340) 5. Neuenkirchen (1116) 6. Neverin * (1016) 7. Sponholz (731) 8. Staven (358) 9. Trollenhagen (920) 10. Woggersin (510) 11. Wulkenzin (1523) 12. Zirzow (336) - 8. Amt Penzliner Land (6720) 1. Ankershagen (488) 2. Kuckssee (591) 3. Möllenhagen (1608) 4. Penzlin, Stadt * (4033) - 9. Amt Röbel-Müritz (13.322) 1. Altenhof (301) 2. Bollewick (594) 3. Buchholz (119) 4. Bütow (446) 5. Eldetal (869) 6. Fincken (461) 7. Gotthun (308) 8. Groß Kelle (110) 9. Kieve (128) 10. Lärz (459) 11. Leizen (458) 12. Melz (297) 13. Priborn (367) 14. Rechlin (1841) 15. Röbel/Müritz, Stadt * (4684) 16. Schwarz (341) 17. Sietow (545) 18. Stuer (237) 19. Südmüritz (757) - 10. Amt Seenlandschaft Waren (8953) [Sitz: Waren (Müritz)] 1. Grabowhöfe (1330) 2. Groß Plasten (1043) 3. Hohen Wangelin (522) 4. Jabel (611) 5. Kargow (628) 6. Klink (1052) 7. Klocksin (324) 8. Moltzow (837) 9. Peenehagen (970) 10. Schloen-Dratow (839) 11. Torgelow am See (410) 12. Vollrathsruhe (387) | - 11. Amt Stargarder Land (9564) 1. Burg Stargard, Stadt * (5171) 2. Cölpin (865) 3. Groß Nemerow (1099) 4. Holldorf (740) 5. Lindetal (1152) 6. Pragsdorf (537) - 12. Amt Stavenhagen (10.585) 1. Bredenfelde (181) 2. Briggow (310) 3. Grammentin (230) 4. Gülzow (397) 5. Ivenack (785) 6. Jürgenstorf (900) 7. Kittendorf (273) 8. Knorrendorf (534) 9. Mölln (497) 10. Ritzerow (356) 11. Rosenow (1018) 12. Stavenhagen, Reuterstadt * (4855) 13. Zettemin (249) - 13. Amt Treptower Tollensewinkel (12.793) 1. Altenhagen (305) 2. Altentreptow, Stadt * (4992) 3. Bartow (509) 4. Breesen (484) 5. Burow (865) 6. Gnevkow (290) 7. Golchen (269) 8. Grapzow (343) 9. Grischow (239) 10. Groß Teetzleben (645) 11. Gültz (510) 12. Kriesow (274) 13. Pripsleben (214) 14. Röckwitz (259) 15. Siedenbollentin (524) 16. Tützpatz (547) 17. Werder (516) 18. Wildberg (459) 19. Wolde (549) - 14. Amt Woldegk (6185) 1. Groß Miltzow (967) 2. Kublank (152) 3. Neetzka (227) 4. Schönbeck (468) 5. Schönhausen (225) 6. Voigtsdorf (101) 7. Woldegk, Stadt * (4045) |

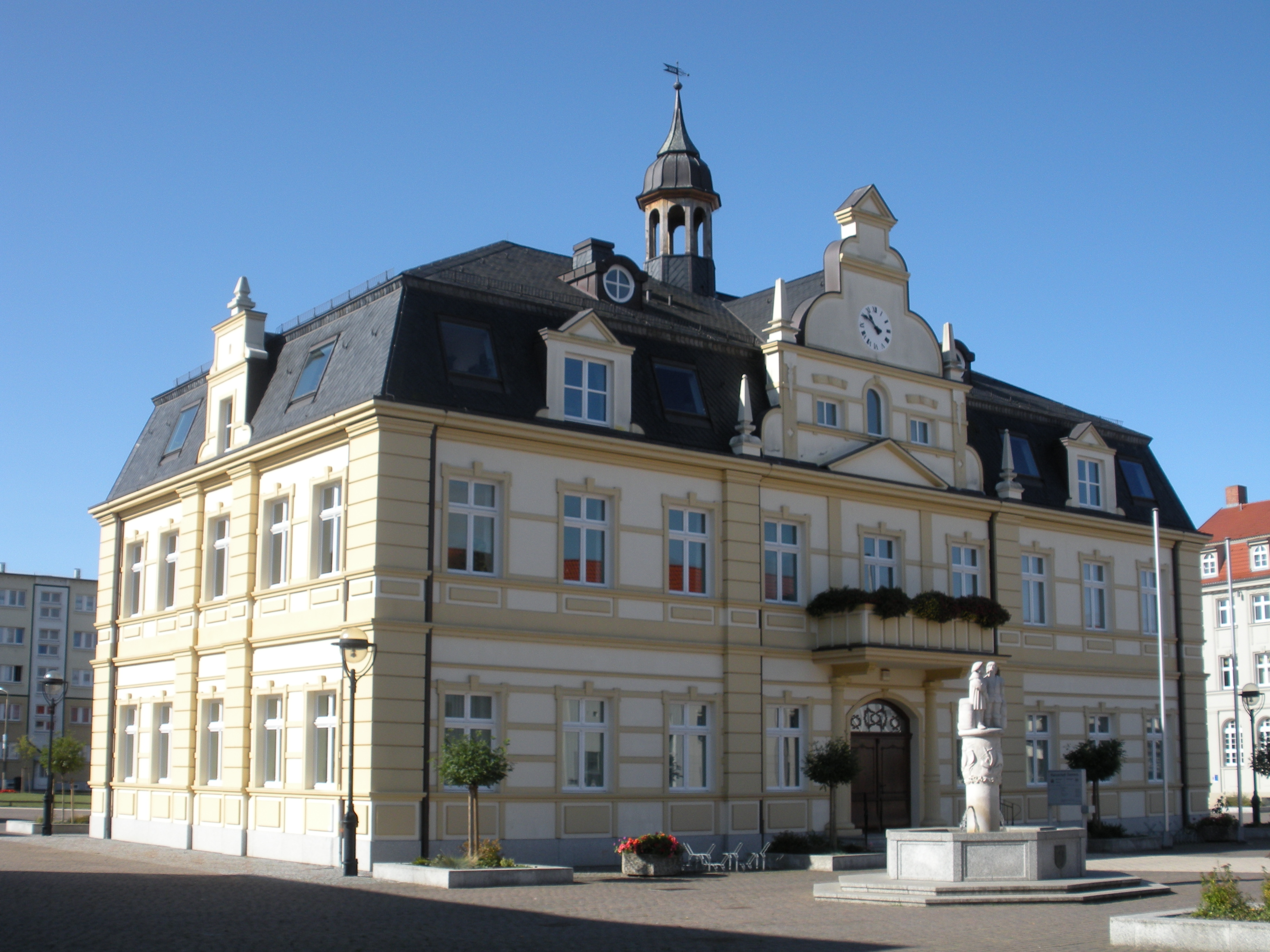
Demminer Rathaus
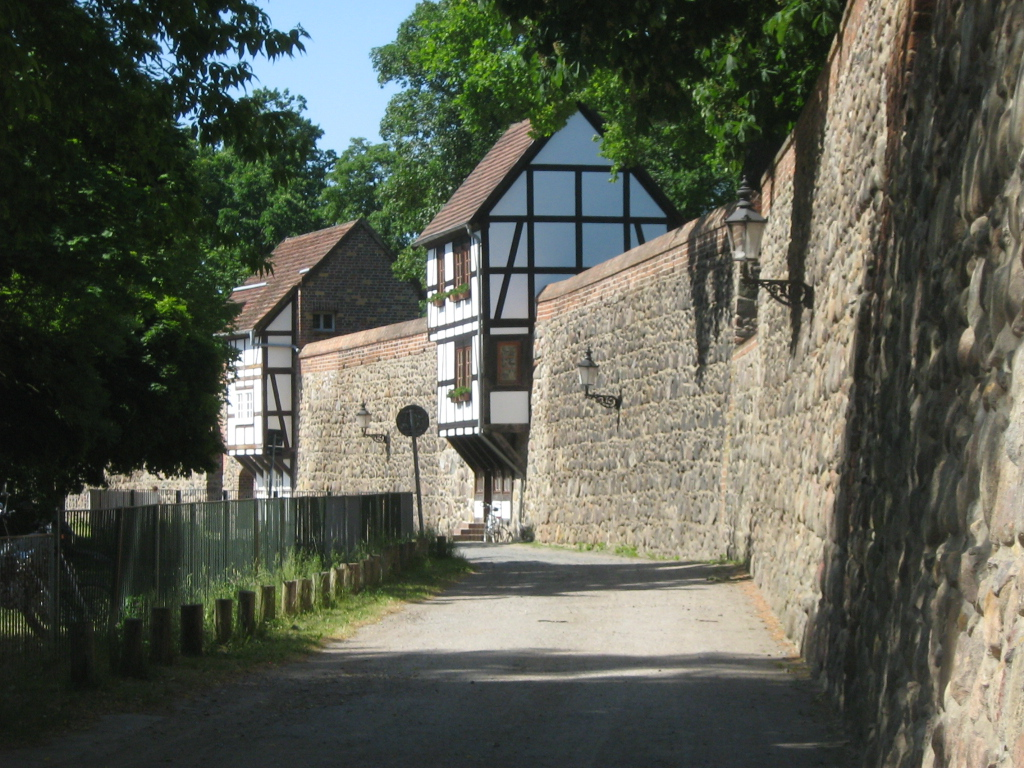
Wiekhäuser in der Stadtmauer Neubrandenburg
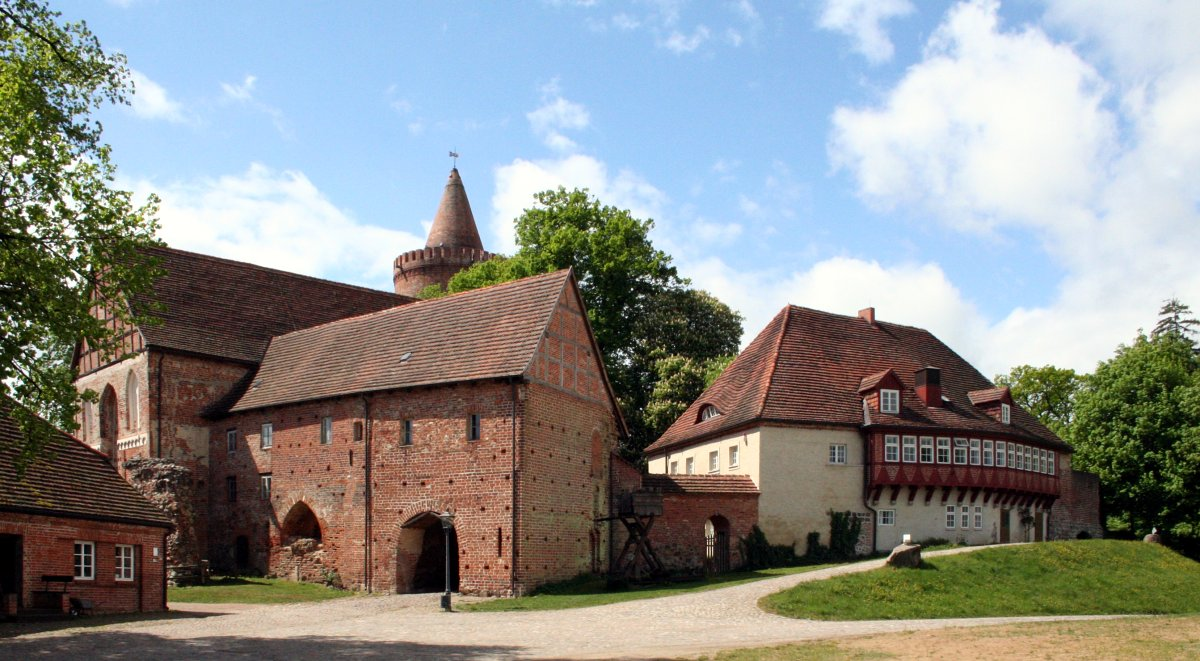
Burg Stargard
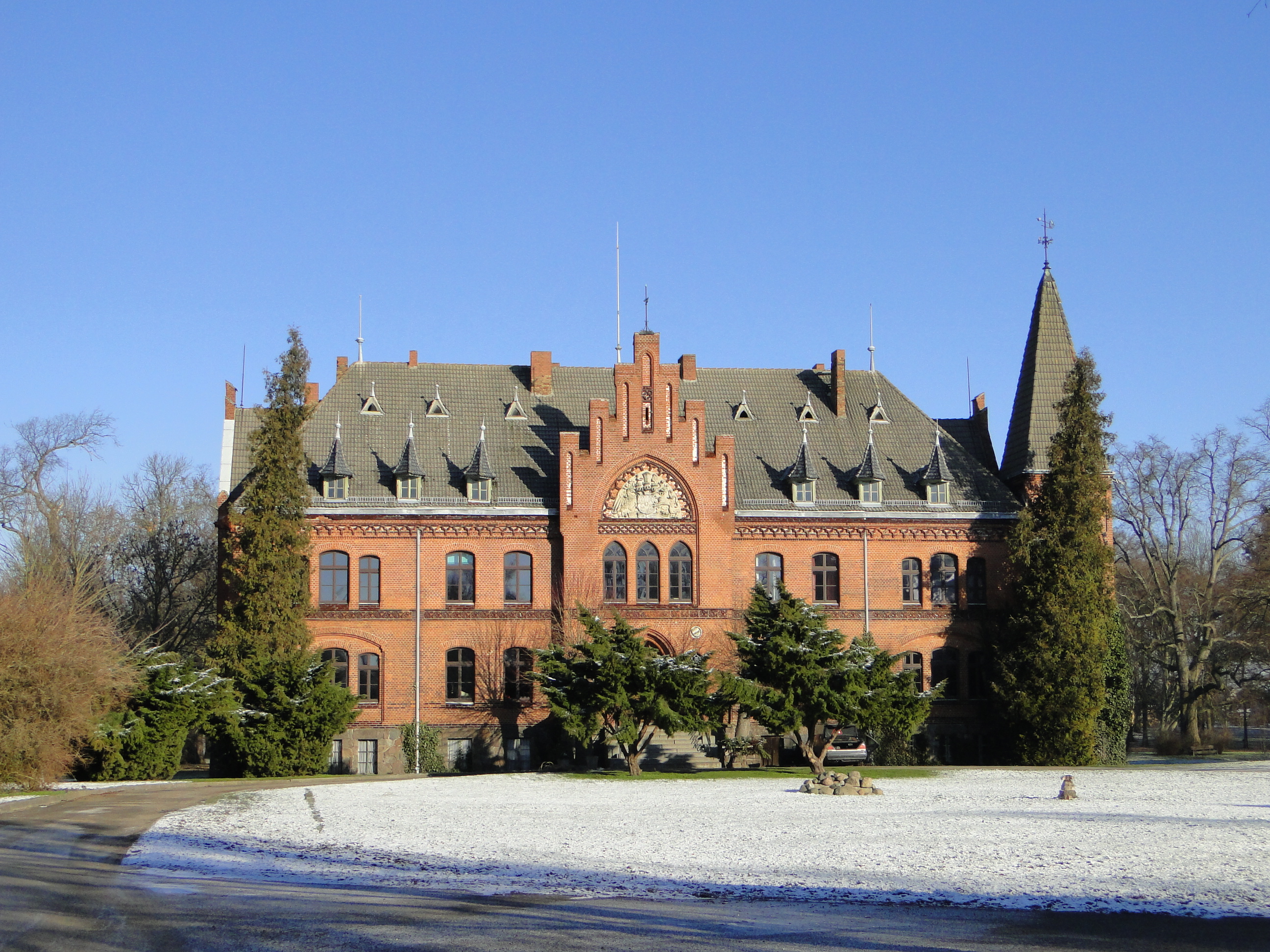
Gutshaus Beseritz
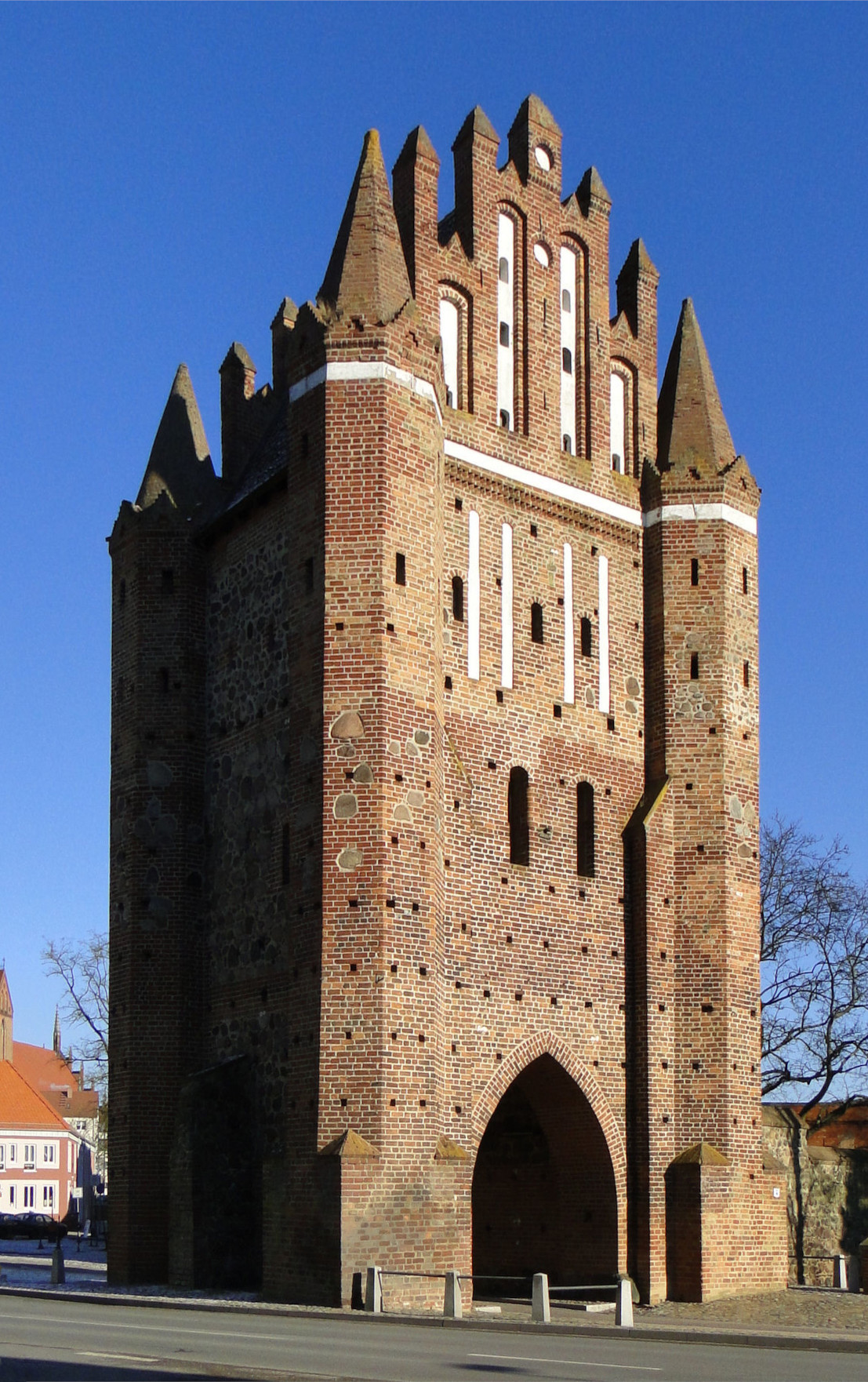
Neubrandenburger Tor in Friedland
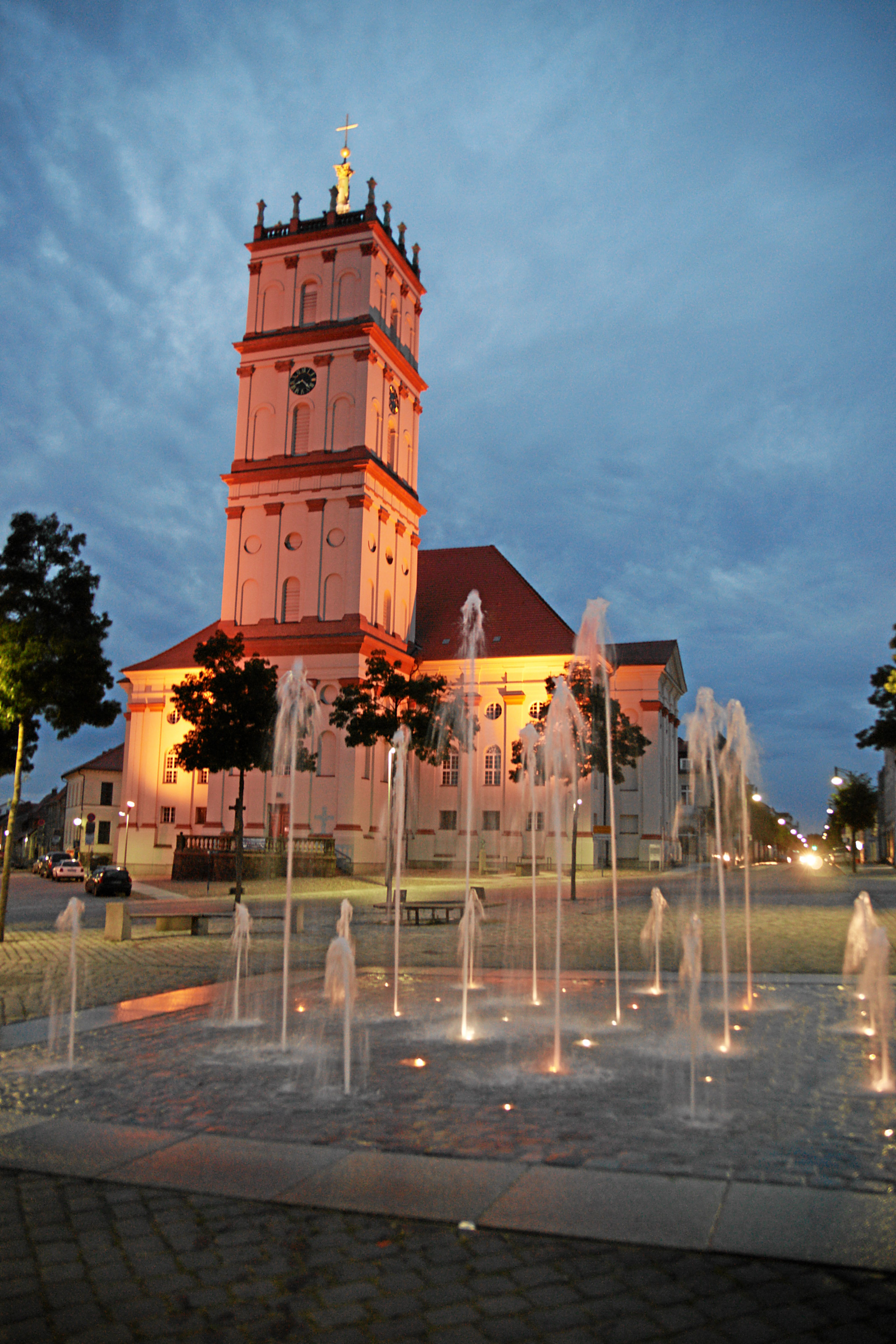
Stadtkirche Neustrelitz

#### Gebietsänderungen
- Auflösung der Gemeinden Groß Gievitz, Hinrichshagen und Lansen-Schönau – Neubildung der Gemeinde Peenehagen (1. Januar 2012)
- Auflösung der Gemeinden Groß Dratow und Schloen – Neubildung der Gemeinde Dratow-Schloen (1. Januar 2012, zum 1. Januar 2014 in Schloen-Dratow umbenannt)
- Auflösung der Gemeinden Krukow, Lapitz und Puchow – Neubildung der Gemeinde Kuckssee (1. Januar 2012)
- Auflösung der Gemeinde Mallin – Eingemeindung in die Stadt Penzlin (1. Januar 2012)
- Auflösung der Gemeinde Schwinkendorf – Eingemeindung in die Gemeinde Moltzow (1. Januar 2013)
- Auflösung der Gemeinde Vielist – Eingemeindung in die Gemeinde Grabowhöfe (1. Januar 2013)
- Auflösung der Gemeinden Eichhorst und Glienke – Eingemeindung in die Stadt Friedland (25. Mai 2014)
- Auflösung der Gemeinde Roggentin – Eingemeindung in die Stadt Mirow (25. Mai 2014)
- Auflösung der Gemeinde Cammin – Eingemeindung in die Stadt Burg Stargard (25. Mai 2014)
- Auflösung der Gemeinde Helpt – Eingemeindung in die Stadt Woldegk (25. Mai 2014)
- Auflösung der Gemeinde Mildenitz – Eingemeindung in die Stadt Woldegk (1. Januar 2015)
- Auflösung der Gemeinde Neu Gaarz – Eingemeindung in die Gemeinde Jabel (1. Januar 2015)
- Auflösung der Gemeinde Duckow – Eingemeindung in die Stadt Malchin (1. Januar 2019)
- Auflösung der Gemeinde Genzkow – Eingemeindung in die Stadt Friedland (26. Mai 2019)
- Auflösung der Gemeinde Petersdorf – Eingemeindung in die Stadt Woldegk (26. Mai 2019)
- Auflösung der Gemeinde Varchentin – Eingemeindung in die Gemeinde Groß Plasten (26. Mai 2019)
- Auflösung der Gemeinden Grabow-Below, Massow, Wredenhagen und Zepkow – Neubildung der Gemeinde Eldetal (26. Mai 2019)
- Auflösung der Gemeinden Ludorf und Vipperow – Neubildung der Gemeinde Südmüritz (26. Mai 2019)
- Auflösung der Gemeinde Penkow – Eingemeindung in die Gemeinde Göhren-Lebbin (1. Januar 2024)
- Auflösung der Gemeinde Breest – Eingemeindung in die Gemeinde Bartow (9. Juni 2024)

## Einwohnerstatistik
| Amt / Amtsfreie Gemeinde          | 2011     | 2012     | 2013     | 2014     | 2015     | 2016     | 2017     | 20181    | 2011–2018 |
| --------------------------------- | -------- | -------- | -------- | -------- | -------- | -------- | -------- | -------- | --------- |
| Neubrandenburg, Stadt             | 64.027   | 63.509   | 63.437   | 63.311   | 63.602   | 63.794   | 64.259   | 64.099   | +0,1 %    |
| Dargun, Stadt                     | 04.511   | 04.471   | 04.424   | 04.433   | 04.436   | 04.432   | 04.410   | 04.376   | −3,0 %    |
| Demmin, Hansestadt                | 11.645   | 11.542   | 11.393   | 11.342   | 11.269   | 11.052   | 10.865   | 10.743   | −7,7 %    |
| Feldberger Seenlandschaft         | 04.519   | 04.486   | 04.422   | 04.399   | 04.452   | 04.459   | 04.443   | 04.433   | −1,9 %    |
| Neustrelitz, Stadt                | 20.328   | 20.322   | 20.399   | 20.476   | 20.504   | 20.426   | 20.135   | 20.117   | −1,0 %    |
| Waren (Müritz), Stadt             | 21.153   | 21.074   | 20.940   | 21.042   | 21.153   | 21.367   | 21.210   | 21.140   | −0,1 %    |
| Demmin-Land                       | 07.506   | 07.389   | 07.353   | 07.216   | 07.211   | 07.046   | 06.950   | 06.874   | −8,4 %    |
| Friedland                         | 09.191   | 09.032   | 08.899   | 08.921   | 08.933   | 08.808   | 08.594   | 08.501   | −7,5 %    |
| Malchin am Kummerower See         | 13.032   | 12.905   | 12.776   | 12.685   | 12.692   | 12.445   | 12.303   | 12.271   | −5,8 %    |
| Malchow                           | 10.924   | 10.821   | 10.746   | 10.769   | 10.788   | 10.737   | 10.790   | 10.819   | −1,0 %    |
| Mecklenburgische Kleinseenplatte  | 08.304   | 08.217   | 08.130   | 08.061   | 08.090   | 08.034   | 08.005   | 08.017   | −3,5 %    |
| Neustrelitz-Land                  | 07.634   | 07.553   | 07.470   | 07.453   | 07.541   | 07.397   | 07.330   | 07.337   | −3,9 %    |
| Neverin                           | 08.823   | 08.741   | 08.639   | 08.643   | 08.719   | 08.728   | 08.698   | 08.736   | −1,0 %    |
| Penzliner Land                    | 07.044   | 06.956   | 06.877   | 06.857   | 06.836   | 06.799   | 06.764   | 06.744   | −4,3 %    |
| Röbel-Müritz                      | 15.004   | 14.838   | 14.726   | 14.611   | 14.626   | 14.538   | 14.516   | 14.465   | −3,6 %    |
| Seenlandschaft Waren              | 09.433   | 09.402   | 09.419   | 09.365   | 09.417   | 09.389   | 09.398   | 09.456   | +0,2 %    |
| Stargarder Land                   | 09.672   | 09.610   | 09.622   | 09.721   | 09.876   | 09.728   | 09.745   | 09.771   | +1,0 %    |
| Stavenhagen                       | 12.146   | 12.015   | 11.650   | 11.551   | 11.480   | 12.067   | 11.701   | 11.626   | −4,3 %    |
| Treptower Tollensewinkel          | 14.624   | 14.447   | 14.286   | 14.099   | 14.110   | 13.889   | 13.800   | 13.750   | −6,0 %    |
| Woldegk                           | 07.073   | 06.931   | 06.804   | 06.778   | 06.782   | 06.681   | 06.658   | 06.576   | −7,0 %    |
| Kreis Mecklenburgische Seenplatte | 266.5930 | 264.2610 | 262.4120 | 261.7330 | 262.5170 | 261.8160 | 260.5740 | 259.8510 | −2,5 %    |

1 Stand 30. Juni 2018
Seit Bildung des Kreises im Jahr 2011 hat sich die Einwohnerzahl bis zum 30. Juni 2018 um mehr als 6.700 oder ca. 2,5 % reduziert. Dabei waren die Ämter Demmin-Land (−8,4 %), Friedland (−7,5 %) und Woldegk (−7,0 %) sowie die amtsfreie Gemeinde Hansestadt Demmin (−7,7 %) besonders stark betroffen. Eine schwach positive Entwicklung erlebten die Ämter Stargarder Land (+1,0 %) und Seenlandschaft Waren (+0,2 %). Auf Kreisebene konnte die negative natürliche Bevölkerungsbewegung, d. h. der Überschuss von Todesfällen über Lebendgeburten, von den nur moderaten Wanderungsgewinnen von insgesamt ca. +950 Personen über den Zeitraum 2011 bis 2017 nicht aufgefangen werden.
Anfang 2024 waren von den ca. 260.000 Einwohnern ca. 25.000 (oder fast 10 %) Kirchenmitglieder der evangelische Nordkirche.

## Geschichte
Im Juli 2010 wurde durch den Landtag des Landes Mecklenburg-Vorpommern ein „Kreisstrukturgesetz“ zur Neuordnung der Landkreise und kreisfreien Städte im Rahmen einer Kreisgebietsreform beschlossen, die die Umstrukturierung des Bundeslandes in sechs Landkreise und zwei kreisfreie Städte vorsah. Unter dem Planungsnamen Landkreis Mecklenburgische Seenplatte sollte dabei aus der zuvor kreisfreien Stadt Neubrandenburg, dem Landkreis Müritz, dem Landkreis Mecklenburg-Strelitz sowie der Stadt Dargun, der Hansestadt Demmin und den Ämtern Demmin-Land, Malchin am Kummerower See, Stavenhagen und Treptower Tollensewinkel aus dem Landkreis Demmin ein neuer Landkreis entstehen. Zum Sitz der Kreisverwaltung wurde die Stadt Neubrandenburg bestimmt. Nachdem eine Klage der Landkreise Müritz, Ludwigslust, Ostvorpommern, Rügen und Uecker-Randow sowie der beiden kreisfreien Städte Wismar und Greifswald gegen die Kreisgebietsreform vor dem Landesverfassungsgericht in Greifswald gescheitert war, wurden die zuvor bestehenden Landkreise mit Ablauf des 3. September 2011 aufgelöst und die neuen Landkreise gebildet.
Am 4. September 2011, dem Tag des Inkrafttretens der Kreisgebietsreform und zeitgleich mit der Landtagswahl, stimmten die Wähler über den neuen Kreistag und den Kreisnamen ab. Zur Wahl standen Landkreis Mecklenburgisch-Vorpommersche Seenplatte, vorgeschlagen vom Landkreis Demmin, und Landkreis Mecklenburgische Seenplatte, vorgeschlagen von den Landkreisen Müritz, Mecklenburg-Strelitz und der Stadt Neubrandenburg. Letzterer Vorschlag konnte sich schließlich mit 83,8 Prozent der abgegebenen gültigen Stimmen durchsetzen.

## Politik

### Wahlkreiseinteilung
Das Kreisgebiet ist seit der Bundestagswahl 2013 auf die beiden Bundestagswahlkreise Mecklenburgische Seenplatte I – Vorpommern-Greifswald II (Wahlkreis 16) und Mecklenburgische Seenplatte II – Landkreis Rostock III (Wahlkreis 17) aufgeteilt. Für die Wahl des Landtages ist das Bundesland Mecklenburg-Vorpommern in 36 Wahlkreise eingeteilt. Davon liegen sieben im Landkreis Mecklenburgische Seenplatte: Neubrandenburg I (Wahlkreis 2), Neubrandenburg II (Wahlkreis 3), teilweise Mecklenburgische Seenplatte I – Vorpommern-Greifswald I (Wahlkreis 13), Mecklenburgische Seenplatte II (Wahlkreis 14), Mecklenburgische Seenplatte III (Wahlkreis 20), Mecklenburgische Seenplatte IV (Wahlkreis 21) und Mecklenburgische Seenplatte V (Wahlkreis 22).
Für Kommunalwahlen ist der Kreis in 13 Wahlbereiche mit insgesamt 395 Wahlbezirken eingeteilt:
| Nr. | Wahlbereich für Kommunalwahl |
| --- | --- |
| 1   | Neubrandenburg I |
| 2   | Neubrandenburg II |
| 3   | Neubrandenburg III |
| 4   | Stadt Dargun, Amt Malchin am Kummerower See, aus dem Amt Stavenhagen die Gemeinden Bredenfelde, Briggow, Grammentin, Gülzow, Ivenack, Jürgenstorf, Kittendorf, Ritzerow, Zettemin |
| 5   | Stadt Demmin, Amt Demmin-Land |
| 6   | Amt Treptower Tollensewinkel, aus dem Amt Stavenhagen die Gemeinden Mölln, Rosenow, Knorrendorf und die Stadt Stavenhagen                                                         |
| 7   | Amt Neverin, Amt Friedland |
| 8   | Amt Stargarder Land, Amt Woldegk, Gemeinde Feldberger Seenlandschaft |
| 09  | Stadt Neustrelitz I, Amt Neustrelitz Land |
| 10  | Stadt Neustrelitz II, Amt Mecklenburgische Kleinseenplatte |
| 11  | Stadt Waren (Müritz) |
| 12  | Amt Penzliner Land, Amt Seenlandschaft Waren, aus dem Amt Malchow die Gemeinden Alt Schwerin, Nossentiner Hütte, Silz, Göhren-Lebbin, Penkow, Walow                               |
| 13  | Amt Röbel-Müritz, aus dem Amt Malchow die Stadt Malchow und die Gemeinden Fünfseen, Zislow                                                                                        |

### Kreistag
Der Kreistag des Landkreises Mecklenburgische Seenplatte besteht gemäß § 60 des Landes- und Kommunalwahlgesetzes von Mecklenburg-Vorpommern aus 77 Abgeordneten und wird in einer mit der Personenwahl verbundenen Verhältniswahl für fünf Jahre gewählt. Jeder Wahlberechtigte verfügt über drei Stimmen, die er auf ein, zwei oder drei Kandidaten verteilen kann. Gemäß dem Ergebnis der Wahl vom 26. Mai 2019 setzt sich der Kreistag wie folgt zusammen:
- Die Linke: 5
- BSW: 11
- GRÜNE: 3
- SPD: 9
- FREIE WÄHLER: 2
- Freier Horizont MSE: 2
- FDP: 2
- CDU: 18
- AfD: 23
- Sonst.: 2

| Parteien und Wählergemeinschaften | Parteien und Wählergemeinschaften                                                             | Prozent 2024 | Sitze 2024 | Prozent 2019 | Sitze 2019 | Prozent 2014 | Sitze 2014 | Prozent 2011 | Sitze 2011 | Prozent 2009 |      |
| --------------------------------- | --------------------------------------------------------------------------------------------- | ------------ | ---------- | ------------ | ---------- | ------------ | ---------- | ------------ | ---------- | ------------ | ---- |
| AfD                               | Alternative für Deutschland                                                                   | 29,8         | 23         | 16,5         | 13         | 04,1         | 03         | 0–           | 0–         | 0–           |      |
| CDU                               | Christlich Demokratische Union Deutschlands                                                   | 23,8         | 18         | 28,6         | 22         | 35,1         | 27         | 28,7         | 22         | 33,9         |      |
| BSW                               | Bündnis Sahra Wagenknecht                                                                     | 14,1         | 11         | 0–           | 0–         | 0–           | 0–         | 0–           | 0–         | 0–           |      |
| SPD                               | Sozialdemokratische Partei Deutschlands                                                       | 12,0         | 9          | 15,0         | 12         | 20,3         | 16         | 29,7         | 23         | 20,8         |      |
| LINKE                             | Die Linke                                                                                     | 6,5          | 5          | 17,2         | 13         | 21,3         | 16         | 20,9         | 16         | 24,6         |      |
| GRÜNE                             | Bündnis 90/Die Grünen                                                                         | 4,0          | 3          | 09,0         | 07         | 05,4         | 04         | 06,8         | 05         | 04,4         |      |
| FDP                               | Freie Demokratische Partei                                                                    | 2,5          | 2          | 05,1         | 04         | 03,3         | 03         | 04,5         | 03         | 08,9         |      |
| FREIE WÄHLER                      | FREIE WÄHLER                                                                                  | 2,3          | 2          | 04,0         | 03         | 0–           | 0–         | 0–           | 0–         | 0–           |      |
| Freier Horizont MSE               | Freier Horizont – Aktionsbündnis für den Landkreis Mecklenburgische Seenplatte                | 1,9          | 2          | 01,9         | 02         | 0–           | 0–         | 0–           | 0–         | 0–           |      |
| CANNABIS                          | Cannabis und Bürgerrechte                                                                     | 0,7          | 1          | 0–           | 0–         | 0–           | 0–         | 0–           | 0–         | 0–           |      |
| WGLR                              | Wählergemeinschaft Ländlicher Raum                                                            | 0,6          | 1          | 0–           | 0–         | 00,8         | 01         | 01,0         | 01         | 01,1         |      |
| HEIMAT                            | Die Heimat (bis 2023 NPD)                                                                     | 0,6          | 0–         | 01,0         | 01         | 03,3         | 02         | 04,8         | 04         | 01,2         |      |
| DieBasis                          | Basisdemokratische Partei Deutschlands                                                        | 0,6          | 0–         | 0–           | 0–         | 0–           | 0–         | 0–           | 0–         | 0–           |      |
| PIRATEN                           | Piratenpartei Deutschland                                                                     | 0–           | 0–         | 00,6         | 0–         | 01,1         | 01         | 0–           | 0–         | 0–           |      |
| Die PARTEI                        | Partei für Arbeit, Rechtsstaat, Tierschutz, Elitenförderung und basisdemokratische Initiative | 0–           | 0–         | 00,1         | 0–         | 0–           | 0–         | 0–           | 0–         | 0–           |      |
| Freie Wähler MSP                  | Freie Wähler Landkreis Mecklenburgische Seenplatte                                            | 0–           | 0–         | 0–           | 0–         | 02,9         | 02         | 03,4         | 03         | 0–           |      |
| AB gegen WK-Ausbau                | Aktionsbündnis gegen unkontrollierten Windkraftausbau                                         | 0–           | 0–         | 0–           | 0–         | 01,1         | 01         | 0–           | 0–         | 0–           |      |
| Bauern                            | Bauern                                                                                        | 0–           | 0–         | 0–           | 0–         | 0–           | 0–         | 0–           | 0–         | 01,6         |      |
| MUG                               | Müritzer Unternehmensgruppe                                                                   | 0–           | 0–         | 0–           | 0–         | 0–           | 0–         | 0–           | 0–         | 01,1         |      |
| WPL                               | Wählergemeinschaft Penzliner Land                                                             | 0–           | 0–         | 0–           | 0–         | 0–           | 0–         | 0–           | 0–         | 00,5         |      |
| EB                                | Einzelbewerber                                                                                | 0,5          | 0–         | 01,0         | 0–         | 01,3         | 01         | 00,1         | 0–         | 01,8         |      |
| Gesamt                            | Gesamt                                                                                        | 100,0        | 0–         | 100,00       | 77         | 100,00       | 77         | 100,00       | 77         | 100,00       |      |
| Wahlbeteiligung in Prozent        | Wahlbeteiligung in Prozent                                                                    | 63,9         | 63,9       | 54,2         | 54,2       | 45,7         | 45,7       | 50,3         | 50,3       | 45,9         | 45,9 |

- Einzelbewerber: 2014: Andreas Grund (1,0 %), Marko Kardetzky (0,2 %), Hans-Ullrich Hoffmann (0,1 %) und Stefan Meincke (0,0 %); 2011: Marko Kardetzky (0,1 %) und Siegmund Boes (0,0 %); 2009: k. A.
- Das Ergebnis der Kreistagswahl 2009 wurde umgerechnet auf das Wahlgebiet 2011.

Im Kreistag haben sich nach der Kreistagswahl 2019 folgende Fraktionen gebildet: CDU (22 Mitglieder), DIE LINKE (13 Mitglieder), AfD (12 Mitglieder), SPD (12 Mitglieder), GRÜNE (7 Mitglieder) und FDP-Freier Horizont (6 Mitglieder). Es gibt 5 fraktionslose Kreistagsmitglieder: FREIE WÄHLER (3 Mitglieder), NPD (1 Mitglied), Ex-AfD (1 Mitglied).

### Landrat
Der Landrat wird gemäß § 67 des Landes- und Kommunalwahlgesetzes von Mecklenburg-Vorpommern in Mehrheitswahl für eine Amtsdauer von sieben Jahren gewählt. Um gewählt zu werden, benötigt ein Kandidat mehr als die Hälfte aller gültigen Stimmen. Sollte das im ersten Wahlgang niemandem gelingen, wird eine Stichwahl zwischen den beiden Kandidaten mit den meisten Stimmen durchgeführt. Der Kandidat, der dabei die meisten Stimmen auf sich vereinen kann, ist gewählt.

#### Landratswahl 2011
Für die Übergangsphase von der Bildung des Landkreises im September 2011 bis zum Amtsantritt des ersten Landrates im Oktober 2011 wurde vom Innenministerium Mecklenburg-Vorpommerns auf Vorschlag der Kreistage der aufgelösten Landkreise Demmin, Mecklenburg-Strelitz und Müritz und der Stadtvertretung Neubrandenburg die ehemalige Landrätin des Landkreises Müritz, Bettina Paetsch (CDU), zur Beauftragten für den Landkreis bestellt. Die Wahl des Landrates fand gleichzeitig mit der Land- und Kreistagswahl am 4. September 2011 statt. Zur Wahl standen fünf Kandidaten: Heiko Kärger (CDU, ehemaliger Landrat von Mecklenburg-Strelitz), Siegfried Konieczny (Linke, ehemaliger Landrat von Demmin), Michael Löffler (SPD), Enrico Komning (FDP) und Kathrin Grumbach (Grüne). Da keiner der Kandidaten im ersten Wahlgang die notwendige absolute Mehrheit der gültigen Stimmen erringen konnte, wurde 14 Tage später eine Stichwahl durchgeführt, bei der sich Heiko Kärger gegen Siegfried Konieczny durchsetzte.
| Kandidat                    | 1. Wahlgang (4. Sept. 2011) | 1. Wahlgang (4. Sept. 2011) | Stichwahl (18. Sept. 2011) | Stichwahl (18. Sept. 2011) |
| Kandidat                    | Stimmen                     | Anteil                      | Stimmen                    | Anteil                     |
| --------------------------- | --------------------------- | --------------------------- | -------------------------- | -------------------------- |
| Heiko Kärger (CDU)          | 043.661                     | 038,5 %                     | 036.218                    | 054,5 %                    |
| Siegfried Konieczny (Linke) | 028.483                     | 025,1 %                     | 030.214                    | 045,5 %                    |
| Michael Löffler (SPD)       | 026.603                     | 023,5 %                     |                            |                            |
| Kathrin Grumbach (Grüne)    | 009.888                     | 008,7 %                     |                            |                            |
| Enrico Komning (FDP)        | 004.804                     | 004,2 %                     |                            |                            |
| Mögliche Stimmen            | 234.394                     | 100,0 %                     | 233.989                    | 100,0 %                    |
| 00davon abgegebene Stimmen  | 117.556                     | 050,2 %                     | 067.054                    | 028,7 %                    |
| 00davon gültige Stimmen     | 113.439                     | 096,5 %                     | 066.432                    | 099,1 %                    |

#### Landratswahl 2018
Die zweite Landratswahl im Landkreis Mecklenburgische Seenplatte fand am 27. Mai 2018 statt. Als Kandidaten wurden Amtsinhaber Heiko Kärger (CDU, unterstützt von der FDP), Franc Heinrihar (SPD), Volker Bieschke (Die Linke) und Björn Eckardt (AfD) aufgestellt. Gewählt wurde Heiko Kärger.
| Kandidat                   | 1. Wahlgang (27. Mai 2018) | 1. Wahlgang (27. Mai 2018) |
| Kandidat                   | Stimmen                    | Anteil                     |
| -------------------------- | -------------------------- | -------------------------- |
| Heiko Kärger (CDU)         | 032.434                    | 051,3 %                    |
| Volker Bieschke (Linke)    | 014.132                    | 022,3 %                    |
| Björn Eckardt (AfD)        | 08.455                     | 013,4 %                    |
| Franc Heinrihar (SPD)      | 08.210                     | 013,0 %                    |
| Mögliche Stimmen           | 222.932                    | 100,0 %                    |
| 00davon abgegebene Stimmen | 63.905                     | 028,7 %                    |
| 00davon gültige Stimmen    | 63.231                     | 098,9 %                    |

#### Landratswahl 2025
Die dritte Landratswahl im Landkreis Mecklenburgische Seenplatte fand am 11. Mai 2025 statt. Amtsinhaber Heiko Kärger trat aus Altersgründen nicht erneut an. Kandidaten waren der zweite stellvertretende Landrat Thomas Müller (CDU), der ehemalige Bundestagsabgeordnete Johannes Arlt (SPD), die Landtagsabgeordneten Enrico Schult (AfD) und Torsten Koplin (Die Linke), sowie Björn Eckardt (dieBasis). Da kein Kandidat im ersten Wahlgang die notwendige absolute Mehrheit erreichte, gab es am 25. Mai 2025 eine Stichwahl, die Thomas Müller für sich entschied.
| Kandidat                                 | 1. Wahlgang (11. Mai 2025)     | 1. Wahlgang (11. Mai 2025)     | 1. Wahlgang (11. Mai 2025)                                               | 2. Wahlgang (25. Mai 2025)    | 2. Wahlgang (25. Mai 2025)    | 2. Wahlgang (25. Mai 2025) |
| Kandidat                                 | Stimmen                        | Stimmanteil                    | Politische Unterstützung                                                 | Stimmen                       | Stimmanteil                   | Politische Unterstützung |
| ---------------------------------------- | ------------------------------ | ------------------------------ | ------------------------------------------------------------------------ | ----------------------------- | ----------------------------- | --- |
| Enrico Schult (AfD)                      | 37.151                         | 36,1                           | AfD Mecklenburg-Vorpommern                                               | 38.632                        | 40,3                          | AfD Mecklenburg-Vorpommern |
| Thomas Müller (CDU)                      | 27.752                         | 27,0                           | CDU Mecklenburg-Vorpommern                                               | 57.148                        | 59,7                          | CDU Mecklenburg-Vorpommern, Die Linke Mecklenburg-Vorpommern, SPD Mecklenburg-Vorpommern, Bündnis 90/Die Grünen Mecklenburg-Vorpommern |
| Johannes Arlt (SPD)                      | 21.382                         | 20,8                           | SPD Mecklenburg-Vorpommern, Bündnis 90/Die Grünen Mecklenburg-Vorpommern |                               |                               | |
| Torsten Koplin (Die Linke)               | 14.645                         | 14,2                           | Die Linke Mecklenburg-Vorpommern                                         |                               |                               | |
| Björn Eckardt (dieBasis)                 | 01.852                         | 01,8                           | dieBasis Mecklenburg-Vorpommern                                          |                               |                               | |
|                                          |                                |                                |                                                                          |                               |                               | |
| Stimmabgaben                             | 103.360 von 216.272 (= 47,8 %) | 103.360 von 216.272 (= 47,8 %) | 103.360 von 216.272 (= 47,8 %)                                           | 96.556 von 216.057 (= 44,7 %) | 96.556 von 216.057 (= 44,7 %) | 96.556 von 216.057 (= 44,7 %) |
|                                          |                                |                                |                                                                          |                               |                               | |
| zum Landrat gewählt: Thomas Müller (CDU) |                                |                                |                                                                          |                               |                               | |

### Wappen
| Wappen des Landkreises Mecklenburgische Seenplatte | Blasonierung: „Gespalten und durch Wellenschnitt halb geteilt; vorn in Gold ein halber hersehender, golden gekrönter schwarzer Stierkopf am Spalt mit geschlossenem Maul, ausgeschlagener roter Zunge und silbernem Horn; hinten oben in Silber ein aufgerichteter, golden bewehrter roter Greif mit aufgeworfenem Schweif, unten in Blau sieben silberne Wellenfäden.“ |
| Wappen des Landkreises Mecklenburgische Seenplatte | Wappenbegründung: Werlischer Stierkopf und Pommerscher Greif sind als Wappenbild im Landkreis weit verbreitet. Der Stierkopf nimmt Bezug auf die frühere Zugehörigkeit großer Teile des heutigen Landkreises zur Herrschaft Werle; er fand sich bereits in den Wappen der Vorgängerlandkreise Müritz, Mecklenburg-Strelitz und Demmin. Der Greif symbolisiert die Zugehörigkeit von Teilen des heutigen Landkreises zum Herzogtum Pommern, er findet sich unter anderem in den Wappen der Städte Altentreptow und Demmin. Die sieben Wellenfäden symbolisieren die wasserreiche Landschaft und die früheren Altkreisstädte Altentreptow, Demmin, Malchin, Neubrandenburg, Neustrelitz, Röbel und Waren. Das Wappen und die Flagge wurde von dem Schweriner Heraldiker Heinz Kippnick gestaltet. Es wurde zusammen mit der Flagge am 11. März 2014 durch das Ministerium des Innern genehmigt und unter der Nr. 351 der Wappenrolle des Landes Mecklenburg-Vorpommern registriert. |

Die Gemeindewappen des Landkreises sind in der Liste der Wappen im Landkreis Mecklenburgische Seenplatte aufgeführt.
Bei der Suche nach einem Wappen für den neuen Großkreis kam es 2012 zu einer Kontroverse, da einer der Entwürfe einen Fischadler mit einem Fisch als Beute zwischen seinen Krallen zeigte (so wie im Wappen des Altkreises Müritz), dies jedoch als zu nah am christenfeindlich-neonazistischen Symbol „Adler fängt Fisch“ gesehen wurde.

### Flagge
Die Flagge ist gleichmäßig und quer zur Längsachse des Flaggentuchs von Blau und Gelb gestreift. In der Mitte des Flaggentuchs liegt, auf jeweils ein Drittel der Länge des blauen und gelben Streifens übergreifend, das Landkreiswappen. Die Höhe des Flaggentuchs verhält sich zur Länge wie 3:5.

### Dienstsiegel
Das Dienstsiegel zeigt das Landkreiswappen mit der Umschrift „LANDKREIS MECKLENBURGISCHE SEENPLATTE“.

### Verwaltungsstandorte
Im Juni 2011 wurde durch den Kooperationsstab für den Landkreis eine Verteilung der Verwaltungsaufgaben auf vier Standorte beschlossen. Neben dem Kreissitz Neubrandenburg erhielten die ehemaligen Kreisstädte Neustrelitz, Demmin und Waren folgenden Fachbereiche:
| Neubrandenburg u. a. Dezernat I | Waren Dezernat II                                   | Neustrelitz Dezernat III                 | Demmin Dezernat IV                                         |
| --- | --------------------------------------------------- | ---------------------------------------- | ---------------------------------------------------------- |
| - Landrat - Stab/Büro Landrat - Zentrale Dienste / Schulverwaltungsamt - Personalamt - Rechnungsprüfungsamt - Amt für Finanzen - Rechts- und Kommunalaufsichtsamt - Amt für Wirtschaft, Kultur, Tourismus | - Bauamt - Kataster- und Vermessungsamt - Umweltamt | - Sozialamt - Jugendamt - Gesundheitsamt | - Ordnungsamt - Veterinär- und Lebensmittelüberwachungsamt |

### Bürokratieabbau
Der Landkreis Mecklenburgische Seenplatte ist seit dem 6. Juni 2013 „Modellregion für weniger Bürokratie“. Er soll damit Vorreiter beim Bürokratieabbau und bei der Verhinderung von Bürokratiewachstum werden. Vorgeschlagen werden u. a. eine bürgernähere Verwaltung z. B. durch Formen der E-Regierung sowie der Einsatz von Auslaufklauseln, welche Gesetze und Verordnungen schon bei ihrer Einführung zeitlich befristen oder zumindest regelmäßig auf ihre Notwendigkeit überprüfen.

## Kreiseinrichtungen

### Schulen
Gemäß Schulgesetz Mecklenburg-Vorpommern ist der Landkreis Träger der Gymnasien, beruflichen Schulen, Förderschulen und Gesamtschulen. Hier besteht im weiträumigen Landkreis ein vielfältiges Angebot. Die Kreismusikschulen Müritz und Kon.centus sowie die Volkshochschule, alle drei ebenfalls in Trägerschaft des Kreises, runden das Bildungsangebot ab.

### Krankenhäuser
Der Landkreis Mecklenburgische Seenplatte ist Träger des Kreiskrankenhauses Demmin.

### Sparkassen
Die Müritz-Sparkasse und Sparkasse Mecklenburg-Strelitz befinden sich in Trägerschaft des Landkreises Mecklenburgische Seenplatte. An der Sparkasse Neubrandenburg-Demmin ist der Kreis über einen Zweckverband mit einem Anteil von 40 % beteiligt – die übrigen 60 % hält die Stadt Neubrandenburg.

### Museen
Die musealen Ausstellungen des Naturerlebniszentrums Müritzeum, die Landwirtschaftsausstellung Agroneum und das Schliemann-Museum sind in der Hand des Landkreises und werden von der Wirtschaftsförderung Mecklenburgische Seenplatte betreut.

## Wirtschaft
Die Wirtschaft des Landkreises wird stark durch den Tourismus sowie verschiedene meist mittelständische Unternehmen geprägt. Im Zukunftsatlas 2019 wird der Landkreis Mecklenburgische Seenplatte auf Rang 391 von 401 kreisfreien Städten und Landkreisen gelistet. Dem Landkreis werden „hohe Zukunftsrisiken“ attestiert.
Größere Betriebe sind unter anderem
- das Logistik- und Briefzentrum der Deutschen Post AG, die Werke von SMW, Spheros, Telegate, Webasto, Weber Food Technology und Weka-Holzbau in Neubrandenburg,
- die Netinera Werke für Instandhaltung von Eisenbahnfahrzeugen, das Frachtpostzentrum 17 der Deutschen Post und das Deutsche Zentrum für Luft- und Raumfahrt in Neustrelitz,
- die Mecklenburger Metallguss, die Nölke Fleischwaren und die Möwe Teigwarenwerke in Waren/Müritz,
- der Futtermittelproduzent Fugema in Malchin,
- der Lebensmittelproduzent Pfanni in Stavenhagen,
- der Mediendienstleister Optimal Media GmbH in Röbel/Müritz.

Die Arbeitslosenquote betrug im Juni 2017 10,0 Prozent, die Unterbeschäftigungsquote 13,1 Prozent.

### Tourismus
Die Region Mecklenburger Seenland gehört neben den Inseln Rügen und Usedom sowie der mecklenburgischen Ostseeküste zu den tragenden Urlaubsregionen des Landes Mecklenburg-Vorpommern. Tourismusschwerpunkträume im Landkreis Mecklenburgische Seenplatte sind:
- Müritz-Region mit den Oberseen Müritz, Kölpinsee, Fleesensee und Plauer See
- Neustrelitzer Kleinseenland
- Feldberger Seenlandschaft
- Mecklenburgische Schweiz mit dem Kummerower See und dem Malchiner See
- Tollensesee-Region mit dem Oberzentrum Neubrandenburg, Burg Stargard und Penzlin (mit Alt Rehse)
- Brohmer Berge
- Vorpommersche Flusslandschaft mit Peene, Tollense und Trebel.

## Verkehr

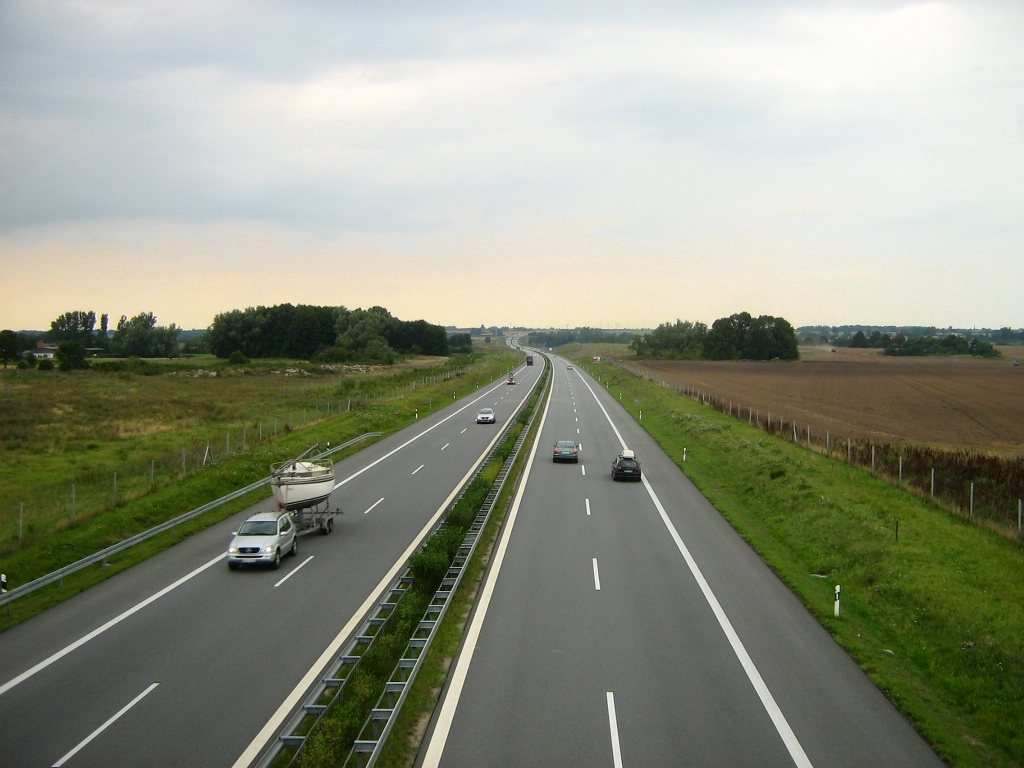
Bundesautobahn 20 bei Klempenow

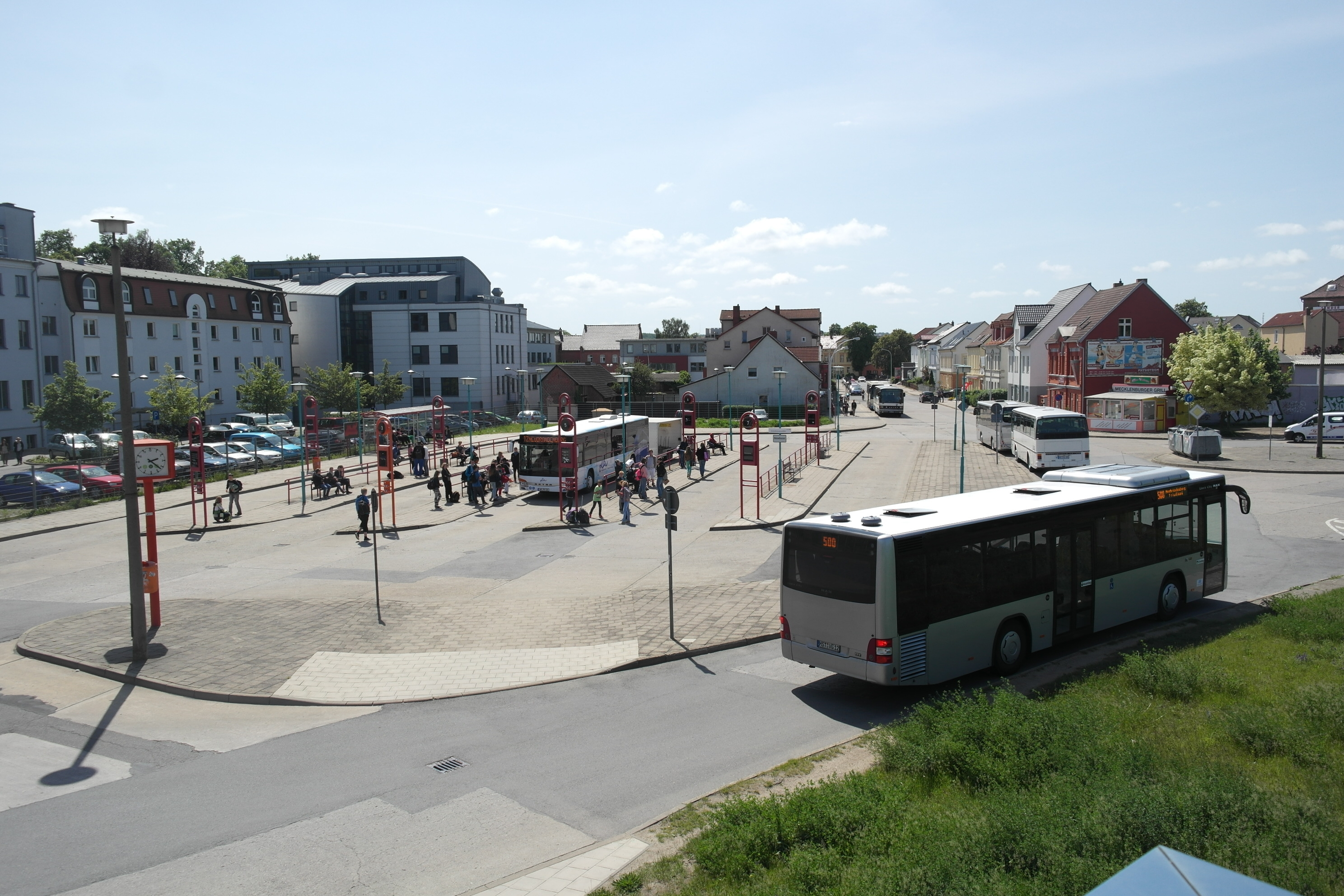
ZOB Neubrandenburg, Knotenpunkt des Busverkehrs im Landkreis

Die Bundesautobahn 20 durchquert den Landkreis: aus Norden kommend führt sie zunächst von Bartow südlich in Richtung Neubrandenburg, ab der Anschlussstelle Neubrandenburg-Ost nach Osten bis Schönhausen und verlässt den Landkreis in Richtung Pasewalk. Die Bundesautobahn 19 verbindet die Stadt Rostock mit der Bundesautobahn 24 bei Wittstock/Dosse in Brandenburg. Des Weiteren verlaufen die Bundesstraßen 96, 104, 108, 110, 122, 192, 193, 194, 197, 198 und 199 durch das Kreisgebiet.
Zentrale Eisenbahnknoten sind Neubrandenburg und Neustrelitz. Durch den Landkreis verlaufen die Bahnstrecken Berlin–Stralsund, Bützow–Stettin, Parchim–Neubrandenburg und Neustrelitz–Warnemünde. Züge des Fernverkehrs halten in Neustrelitz und Waren.
Im öffentlichen Personennahverkehr verkehrt eine Vielzahl von Buslinien der kreiseigenen MVVG, wobei sich die Fahrpläne oft an den Bedürfnissen des Schülerverkehrs orientieren. In den Städten Neubrandenburg, Neustrelitz, Waren und Demmin gibt es spezielle Stadtbus-Linien mit täglichem Verkehrsangebot.
Als Bundeswasserstraßen klassifiziert sind die dem Wasserstraßen- und Schifffahrtsamt Stralsund zugeordnete Peene sowie die zum Wasserstraßen- und Schifffahrtsamt Eberswalde gehörende Müritz-Havel-Wasserstraße und Obere Havel-Wasserstraße. Einziger Verkehrsflughafen im Kreis ist der Flughafen Neubrandenburg-Trollenhagen.
Die Radfernwege Berlin–Kopenhagen, Elbe-Müritz, Hamburg–Rügen, der Havelradweg und der Elbe-Oderhaff-Radweg dienen insbesondere der touristischen Erschließung.

## Bildung und Forschung

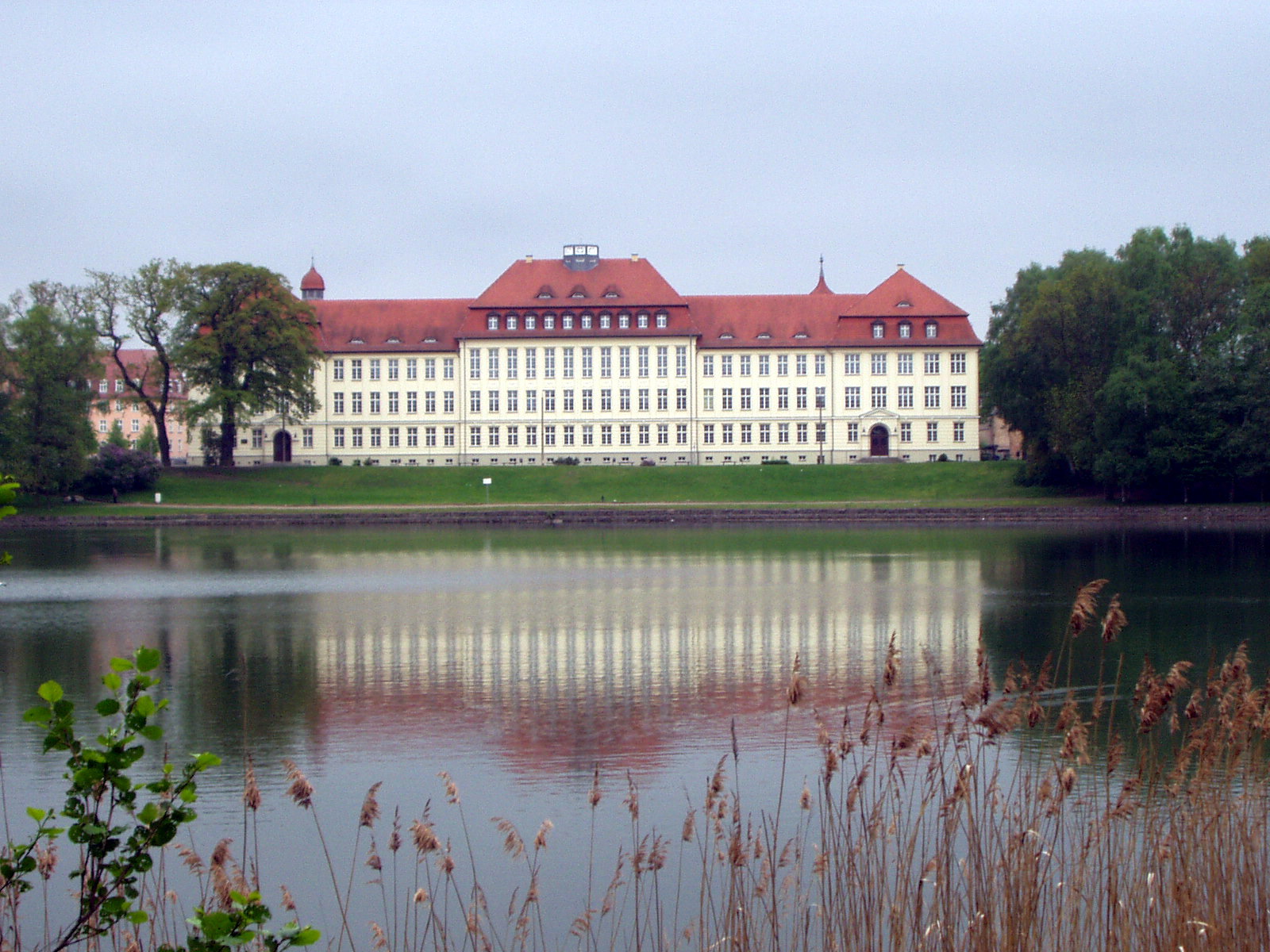
Gymnasium Carolinum in Neustrelitz

Bedeutende Gymnasien des Landkreises sind unter anderem das als Eliteschule des Sports anerkannte Sportgymnasium Neubrandenburg, das Albert-Einstein-Gymnasium Neubrandenburg, das Gymnasium Carolinum in Neustrelitz, das musikalisch orientierte Goethe-Gymnasium Demmin und das naturwissenschaftlich ausgerichtete Richard-Wossidlo-Gymnasium in Waren. Das Internatsgymnasium Schloss Torgelow bei Waren gehört zu den angesehensten Schulen Deutschlands.
Einzige Hochschule des Kreises ist die 1988/1991 gegründete Hochschule Neubrandenburg mit den Fachbereichen Lebensmittelwissenschaften und Agrarwirtschaft, Landschaftswissenschaften und Geomatik, Soziale Arbeit, Bildung und Erziehung sowie Gesundheit, Pflege und Management. Bis 1991 bestand in Neustrelitz das Technikum als Hochschule mit den Fachrichtungen Architektur, Bauingenieurwesen und Wirtschaft.
Zudem unterhält das Deutsche Zentrum für Luft- und Raumfahrt (DLR) in Neustrelitz Zweigstellen des Deutschen Fernerkundungsdatenzentrums sowie der Institute für Kommunikation und Navigation bzw. für Methodik der Fernerkundung. Daran angegliedert ist die Forschungsstelle für Maritime Sicherheit.

## Schutzgebiete
Im Landkreis befinden sich 61 ausgewiesene Naturschutzgebiete (Stand Februar 2017).

## Kfz-Kennzeichen
Am 4. September 2011 wurden dem Landkreis die Unterscheidungszeichen DM (Demmin), MST (Mecklenburg-Strelitz) und MÜR (Müritz) der drei Altkreise zugewiesen. Die Kreisstadt Neubrandenburg behielt ihr Kürzel NB und gibt es bis heute aus.
Seit dem 18. März 2013 sind aufgrund der Kennzeichenliberalisierung wieder die Unterscheidungszeichen AT (Altentreptow), MC (Malchin), NZ (Neustrelitz), RM (Röbel/Müritz) und WRN (Waren) erhältlich.
Am 22. Juli 2013 wurde zudem das neue Unterscheidungskennzeichen MSE freigegeben. Die Kürzel DM, MST und MÜR sind ebenfalls weiterhin erhältlich.